# Episodi di Reno 911! (sesta stagione)
La sesta stagione della serie televisiva Reno 911! è stata trasmessa in anteprima negli Stati Uniti d'America da Comedy Central tra il 1º aprile 2009 e l'8 luglio 2009.
In Italia viene trasmessa su Comedy Central dal 5 marzo al 3 aprile 2024.
| nº | Titolo originale                 | Titolo italiano                               | Prima TV USA   | Prima TV Italia |
| -- | -------------------------------- | --------------------------------------------- | -------------- | --------------- |
| 1  | Training Day                     | Giorno d'allenamento                          | 1º aprile 2009 | 5 marzo 2024    |
| 2  | Extradition to Thailand          | Estradato in Tailandia                        | 8 aprile 2009  | 6 marzo 2024    |
| 3  | Digging with the Murderer        | Digging with the Murderer                     | 15 aprile 2009 | 28 marzo 2024   |
| 4  | Dangle's Murder Mystery (Part 1) | L'invito a cena con delitto di Dangle Parte 1 | 22 aprile 2009 | 8 marzo 2024    |
| 5  | Dangle's Murder Mystery (Part 2) | L'invito a cena con delitto di Dangle Parte 2 | 29 aprile 2009 | 12 marzo 2024   |
| 6  | We Don't Want the Pope           | Non vogliamo il papa                          | 5 maggio 2009  | 13 marzo 2024   |
| 7  | VHS Transfer Memory Lane         | Come eravamo (stronzi)                        | 13 maggio 2009 | 14 marzo 2024   |
| 8  | Helping Mayor Hernandez          | Salvate il sindaco Hernandez                  | 20 maggio 2009 | 19 marzo 2024   |
| 9  | Getaway Trailer                  | Un rimorchio va trainato                      | 27 maggio 2009 | 20 marzo 2024   |
| 10 | Stoner Jesus                     | Jesus Christ Superstar                        | 3 giugno 2009  | 21 marzo 2024   |
| 11 | Deputy Dance                     | Il ballo del poliziotto                       | 10 giugno 2009 | 26 marzo 2024   |
| 12 | Viacom Grinch                    | Il giorno del Grinch                          | 17 giugno 2009 | 27 marzo 2024   |
| 13 | The Midnight Swingers            | Scambisti di mezzanotte                       | 24 giugno 2009 | 7 marzo 2024    |
| 14 | Secret Santa                     | Babbo Natale segreto                          | 1º luglio 2009 | 2 aprile 2024   |
| 15 | Wiegel's Couple's Therapy        | Terapia per strana coppia                     | 8 luglio 2009  | 3 aprile 2024   |